# Battaglia di Dumat al-Jandal
La battaglia di Dūmat al-Jandal (in arabo معركة دومة الجندل‎?, Maʿrakat Dūmat al-Jandal) ebbe luogo nell'agosto del 633 tra le forze arabo-islamiche califfali e le tribù arabe cristiane che non intendevano piegarsi all'autorità di Medina e del suo Califfo Abū Bakr.

Essa deve essere quindi iscritta nel novero delle azioni militari che le fonti musulmane definiscono "Guerra della ridda". Affrontare e portare gli Arabi ostili a Medina all'obbedienza fu compito affidato a Dūmat al-Jandal di ʿIyāḍ b. Ghanm, che però fallì nell'incarico, tanto da costringerlo a chiedere l'aiuto del suo comandante in capo, Khālid b. al-Walīd, che si trovava in Iraq in quei giorni.

## Antefatti
Dūmat al-Jandal era uno dei principali empori commerciali d'Arabia, ampiamente conosciuta per il suo ricco e frequentato mercato. Era anche un importante snodo di comunicazione tra Arabia centrale, Iraq e Siria. All'incirca nei tempi in cui Khālid b. al-Walīd lasciò la Yamama per invadere l'Iraq, Abū Bakr inviò ʿIyāḍ b. Ghanm a conquistare Dūmat al-Jandal e a sottomettere le tribù arabe della regione che, dopo aver concluso a loro tempo accordi di alleanza con Maometto, avevano ripreso piena libertà d'azione dopo la sua morte nel 632.

ʿIyāḍ arrivò a Dūmat al-Jandal e trovò che era fortemente difesa dai B. Kalb, una popolosa tribù cristiana che era stanziata in quell'area, ai limiti orientali del deserto siriano
Dispiegò quindi la sua forza d'urto contro il lato meridionale del forte della città, noto come Castello di Mārid (in arabo قصر مارد‎?, Qaṣr Mārid), e la situazione a quel punto divenne quanto meno assurda. Gli Arabi cristiani ritenevano se stessi sotto assedio, ma le strade verso il lato settentrionale erano aperte e indisturbate. I musulmani, impegnati fortemente contro la fortificazione, si consideravano tanto intensamente coinvolti nell'azione da non poter rompere il contatto col nemico. Secondo i primi storici musulmani, entrambe le parti erano in qualche modo impedite dal mutare la situazione, quasi assediate. 
Questo stato di cose proseguì per mesi, fin quando entrambe le parti furono a tal punto spossate ed egualmente frustrate che un giorno un ufficiale musulmano disse a ʿIyāḍ: In certe circostanze la saggezza è cosa migliore di un esercito numeroso. Invia a Khālid una richiesta d'aiuto. ʿIyāḍ concordò e scrisse a Khālid b. al-Walīd una missiva in cui gli spiegava la situazione a Dūmat al-Jandal, chiedendo il suo aiuto.
La lettera raggiunse Khālid mentre era sul punto di lasciare ʿAyn al-Tamr alla volta di al-Ḥīra. La situazione del fronte iracheno era al momento stabile ed egli aveva a sua disposizione luogotenenti abili per fronteggiare l'impegno che l'attendeva sul fronte persiano. Con un esercito di circa 6 000 uomini, lasciò allora ʿAyn al-Tamr il giorno successivo per raggiungere ʿIyāḍ. La manovra di Khālid fu scoperta dai difensori di Dūmat al-Jandal un buon numero di giorni prima del suo arrivo, e fu quindi diramato l'allarme al forte assediato. Con le loro forze, essi potevano bloccare i musulmani di ʿIyāḍ b. Ghanm, ma non potevano avere alcuna chance se l'esercito di Khālid si fosse schierato anch'esso contro di loro. In un disperato tentativo, i difensori si recarono nelle vicine tribù e le tribù cristiane risposero con slancio alla richiesta d'aiuto. Contingenti di numerosi clan dei Ghassanidi e dei B. Kalb raggiunsero i difensori del forte e molti di essi si accamparono sotto le sue mura visto il numero insufficiente di locali al suo interno per ospitarli.

## La battaglia
Khālid b. al-Walīd pose ʿIyād sotto il proprio diretto comando e incorporò le sue forze nel suo esercito. Dispiegò quindi i suoi uomini a sud del forte per bloccare la strada araba e posizionò parte delle proprie forze d'Iraq a est, nord e ovest del forte, bloccando le strade per l'Iraq e la Giordania, ponendo in riserva il rimanente delle proprie forze militari. Khālid capì che al momento il forte era possentemente presidiato quanto a guerrieri e che ribaltare la forte situazione in cui si trovavano i difensori, avrebbe dovuto patire importanti perdite. Decise di conseguenza di attendere, nella speranza che i difensori, stanchi per l'assedio, sarebbero usciti a combattere con lui in campo aperto. Così avrebbe potuto infliggere il massimo danno e prendere il forte, con la sua guarnigione ormai fiaccata. Quindi pose le sue forza a una certa distanza, sul retro del forte.
Il comandante arabo cristiano, al-Jūdī b. Rabīʿa, attese che i musulmani facessero la prima mossa, ma i musulmani rimasero inattivi. Dopo che fu trascorso un certo periodo di tempo, e al-Jūdī ebbe visto che gli assedianti non tentavano in alcun modo di avvicinarsi al forte, decise di prendere l'iniziativa e di attaccare. Ordinò di compiere due sortite. Un gruppo avrebbe attaccato ʿIyāḍ lungo la strada araba, mentre un altro, un numeroso schieramento che comprendeva gli uomini del suo stesso clan, i B. Wadīʿa, avrebbe operato al suo diretto comando per attaccare l'accampamento di Khālid a nord. 

ʿIyāḍ respinse gli Arabi cristiani che lo avevano attaccato.
L'altro e più numeroso gruppo — il clan dei Wadīʿa che operava sotto il comando di al-Jūdī — effettuò la sortita nel medesimo tempo del gruppo che s'era andato a scontrare con ʿIyāḍ, andando ad affrontare Khālid, che stava sul retro del forte e che dispiegò i suoi guerrieri per la battaglia. Vedendo che da parte del nemico non c'era alcuna iniziativa, al-Jūdī decise di caricare. Col suo clan predisposto per lo scontro, si slanciò contro Khālid ma, quando gli uomini dei due schieramenti erano ormai quasi faccia a faccia, Khālid ordinò un attacco generale e colpì con la massima violenza e rapidità le forze di al-Jūdī. In pochi minuti gli Arabi cristiani furono sbaragliati, al-Jūdī catturato tra le centinaia di guerrieri del suo clan, mentre i rimanenti, perdendo ogni coesione, fuggirono in preda al panico verso il forte. Gli Arabi che erano rimasti al suo interno videro un'orda di guerrieri addossarsi al portone del forte, metà almeno dei quali era però costituita da musulmani. Sbarrarono quindi il portone in faccia ai loro commilitoni e il clan dei Wadīʿa che aveva effettuato la sortita con al-Jūdī rimase bloccata al di fuori. Centinaia di loro furono fatti prigionieri dai musulmani, il resto morì, alcuni in un breve quanto violento combattimento e i rimanenti nell'inseguimento e nello scontro davanti alla porta del forte. Khālid prese al-Jūdī e i suoi prigionieri perché tutti potessero vedere e li fece decapitare.
L'assedio continuò per un certo numero di giorni ancora. Poi un giorno Khālid assaltò il forte e i difensori non furono in grado di opporre una valida resistenza e furono sgominati. Buona parte della guarnigione fu massacrata, ma donne e bambini e molti giovani furono presi solo prigionieri. Ciò avvenne nell'agosto del 633.

## Sviluppi
Khālid b. al-Walīd passò i successivi giorni a sistemare gli affari di Dūmat al-Jandal, poi la lasciò alla volta di al-Ḥīra, portando con sé ʿIyāḍ come comandante in seconda. Raggiungendo l'antica capitale dei Lakhmidi, trovò ancora una volta che la situazione era tutt'altro che buona sul fronte iracheno.